# Tradescantia ozarkana
Tradescantia ozarkana là một loài thực vật có hoa trong họ Commelinaceae. Loài này được E.S.Anderson & Woodson miêu tả khoa học đầu tiên năm 1935.